# Café de París (Roma)
El Café de París és un famós bar a la Via Veneto, un dels carrers més coneguts (i cars) de Roma. Es troba al número 90, a prop de l'Ambaixada dels EUA. El bar va ésser immortalitzat l'any 1960 pel film la dolce vita del director italià Federico Fellini, en la qual Marcello Mastroianni feia de "paparazzo" al damunt d'una vespa, a la recerca de celebritats.